# 스프링 (조형물)

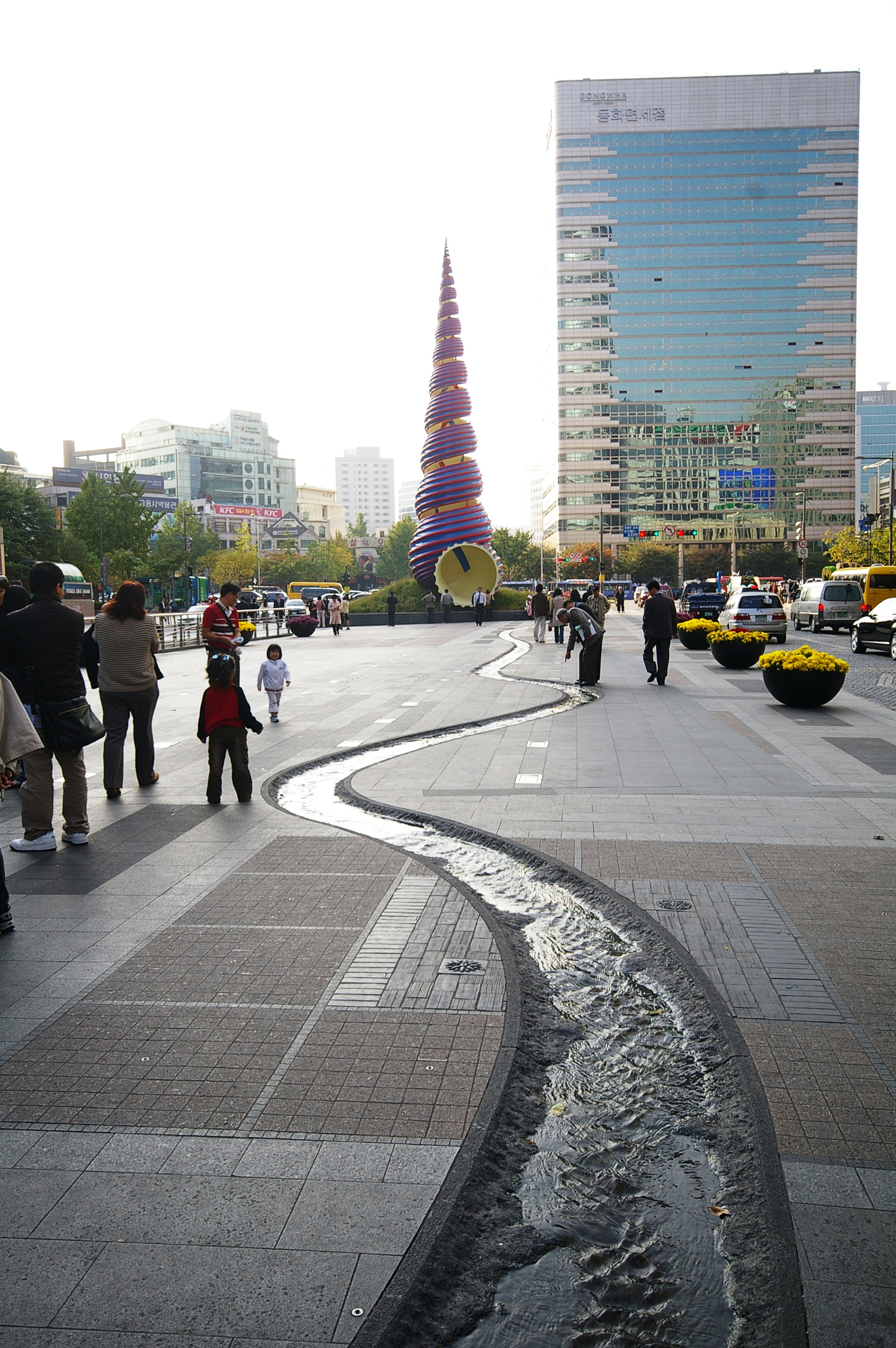
스프링 (2006)

스프링(Spring)은 서울특별시 종로구 청계1가 청계광장에 위치한 설치미술 작품이다. 스웨덴 출신의 미국 팝아티스트 클래스 올덴버그와 코샤 밴 브룽겐의 공동작품이다. 외관은 인도양에서 서식하는 다슬기의 모습을 상징적으로 표현한 것이다.

## 외관
스프링은 높이 20미터이며 지름은 6미터, 총 중량은 9톤에 이른다. 위로 올라갈수록 좁아지는 외관은 코샤 밴 브룽겐이 제안한 것이다. 밖에서 내부를 볼 수 있는 터널 구조로, 야간에는 내부에서 조명이 켜진다. 조형물 표면에는 요철이 있으며 짙은 빨간색과 파란색으로 도색되어 있고 내부는 아이보리 색으로 칠해져 있다. 2006년 9월 29일에 열린 준공식에 앞서 클래스 올덴버그는 국내 언론과의 인터뷰에서 작품의 개념을 다음과 같이 서술했다. "청계천에서 샘솟는 물을 표현하기 위해 하단부에 샘을 만들었고 밤에는 조형물 앞에 설치된 사각 연못에 원형 입구가 비쳐 보름달이 뜬 것처럼 보이게 했다."

## 준공 과정
스프링은 작가에게 지불한 비용 60만 달러를 포함 총 340만 달러(당시 한화 35억 원)의 제작비가 투입되었다. 서울시 홈페이지에 의하면, 여기에 들어간 경비는 전액 KT에서 기부하였다고 기록되어 있다.

## 논란
스프링은 선정 초기부터 여러 문화단체와 미술계 인사들에게 비난 대상이 되었다. 이들은 올덴버그의 상업주의적 성향이 청계천 복원의 정신과 어울리지 않는다고 주장했다. 풍수지리학적으로 적합하지 않아 나라에 안좋은 일을 불러오고 있다거나, 한국적인 미를 찾아볼 수 없는 디자인으로 주변과 어울리지 않는다는 혹평도 있었다.

## 갤러리

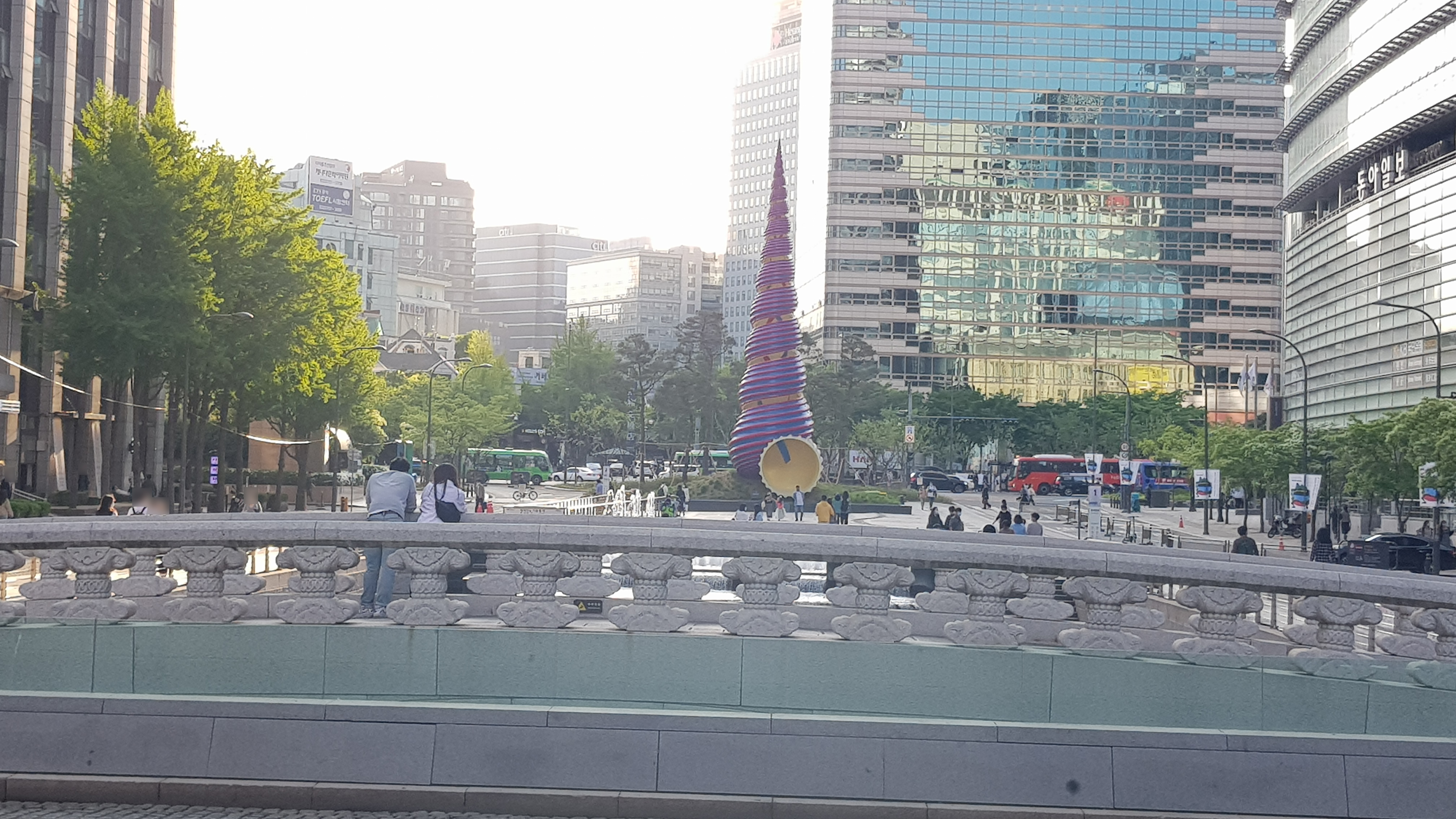
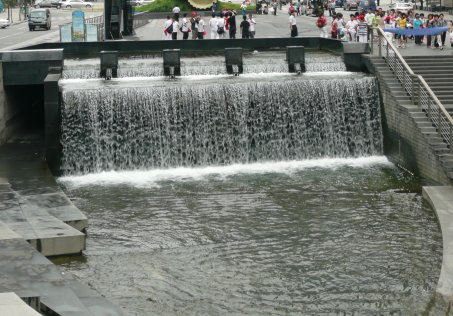
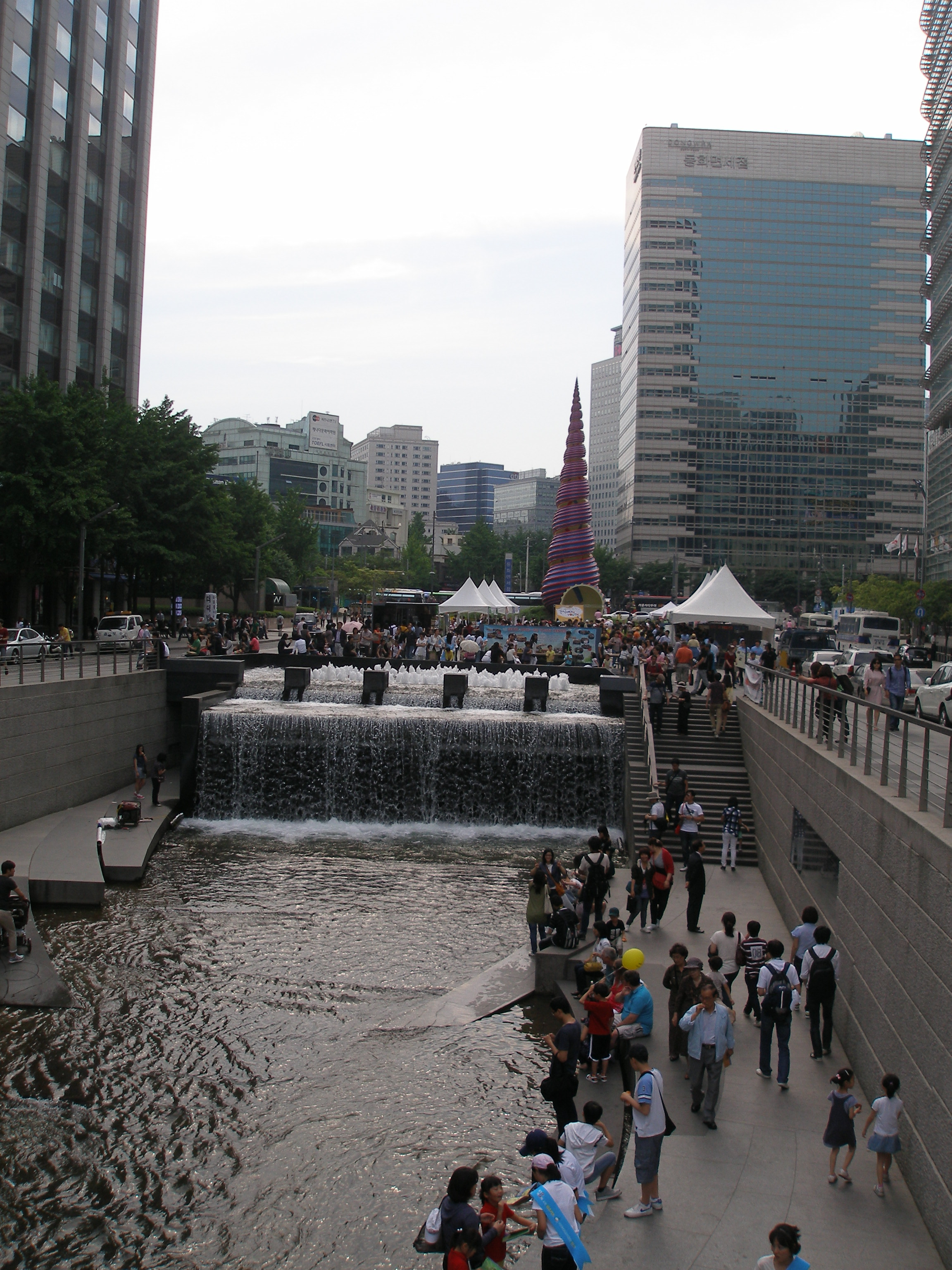
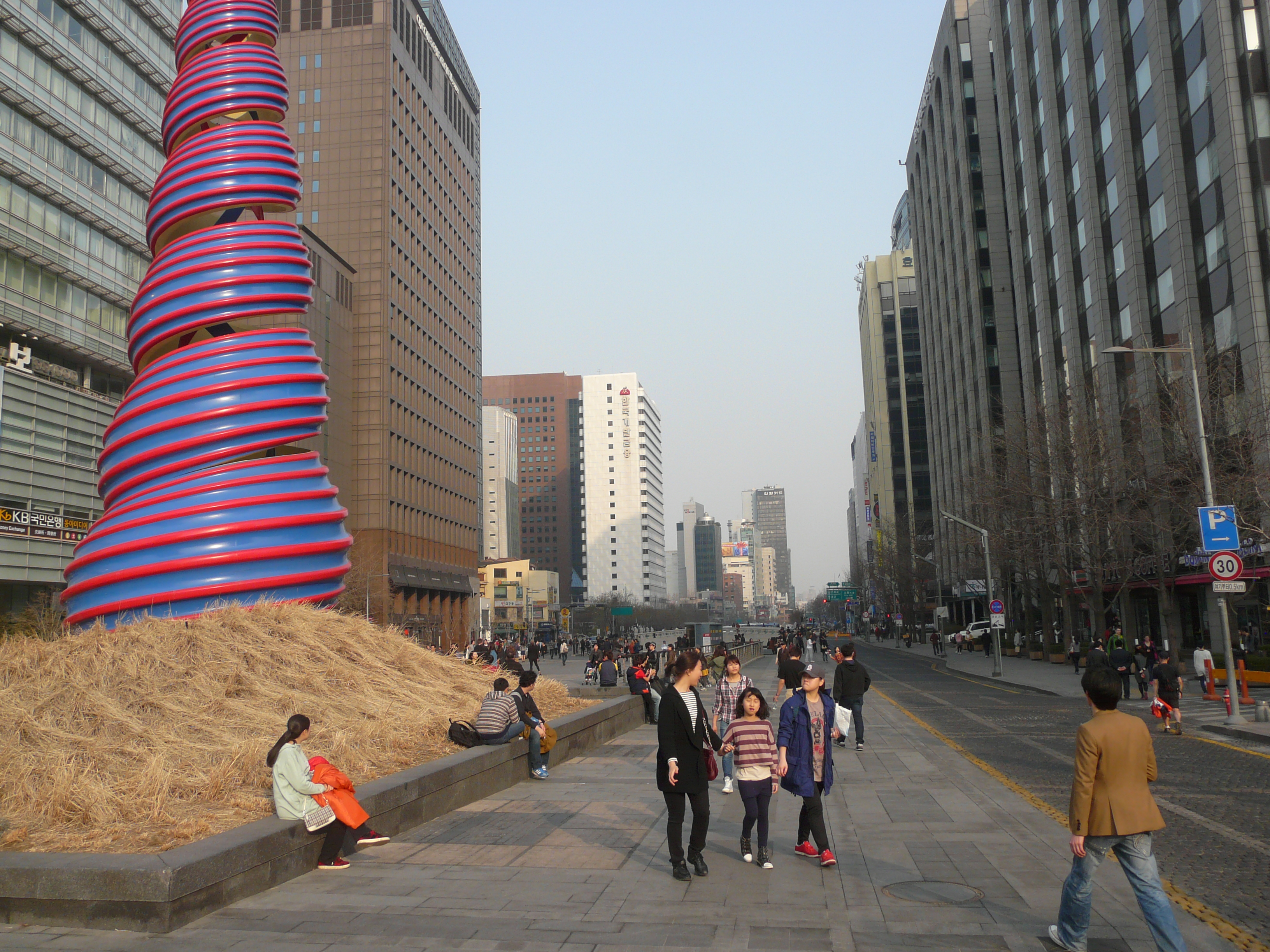
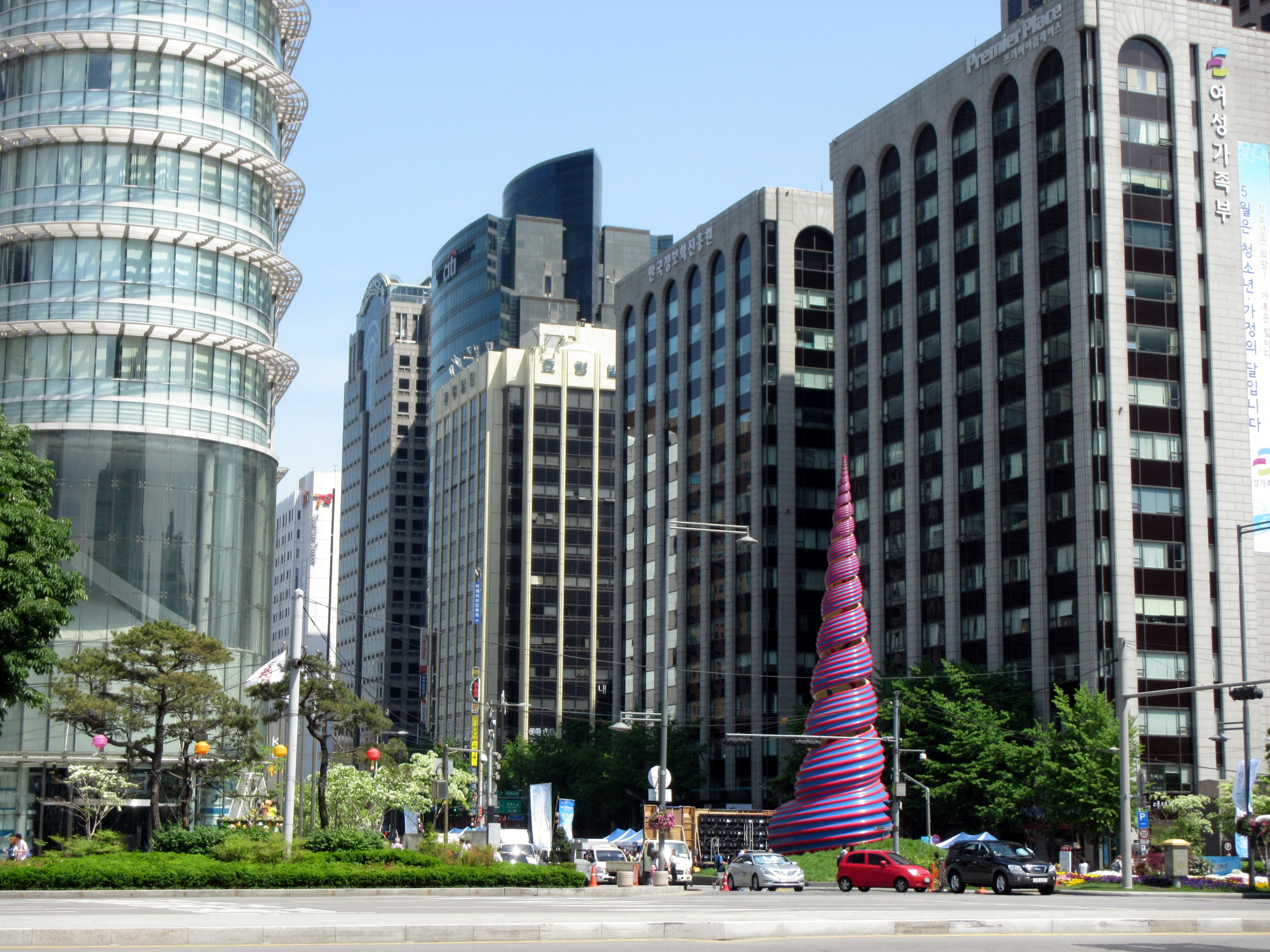
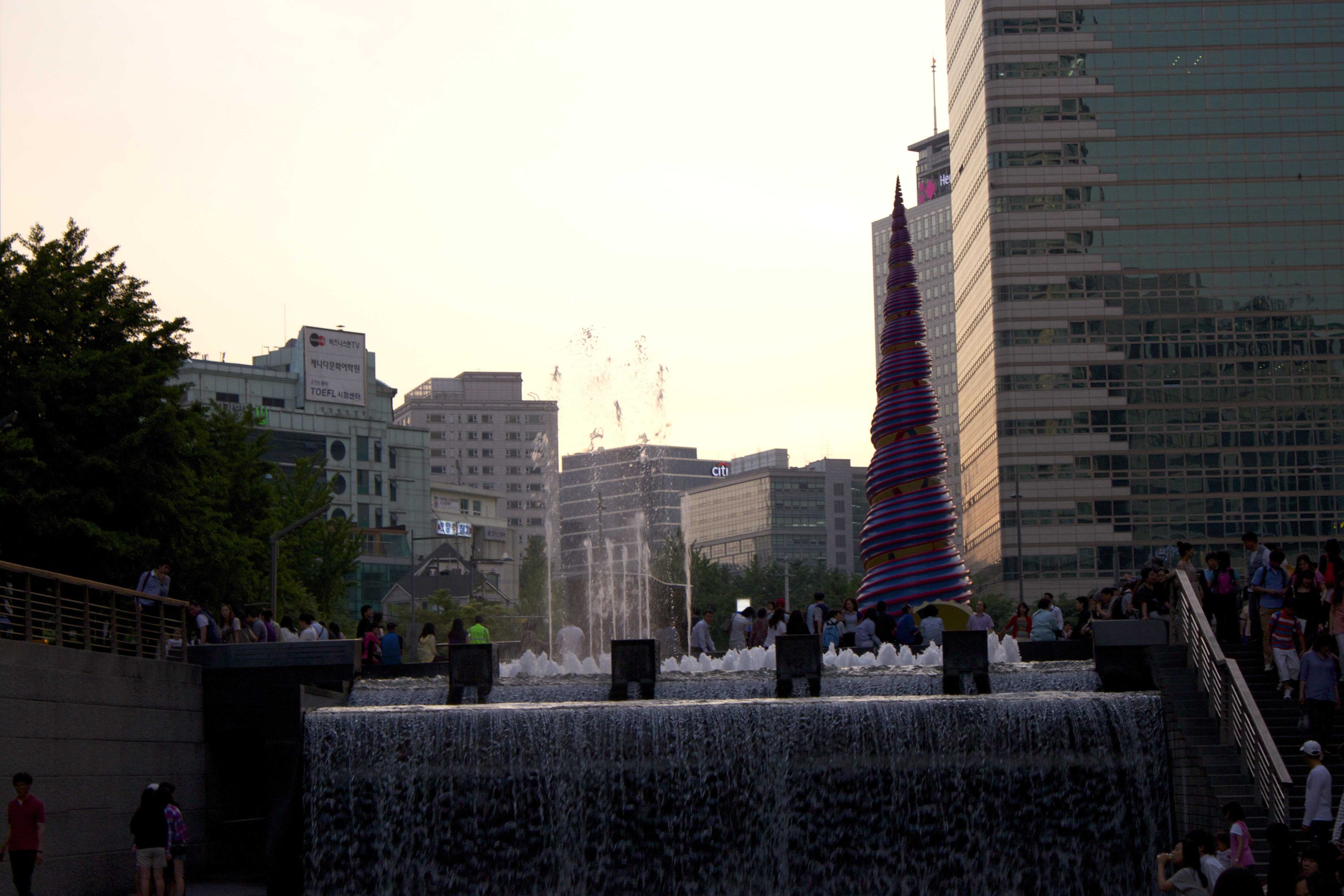
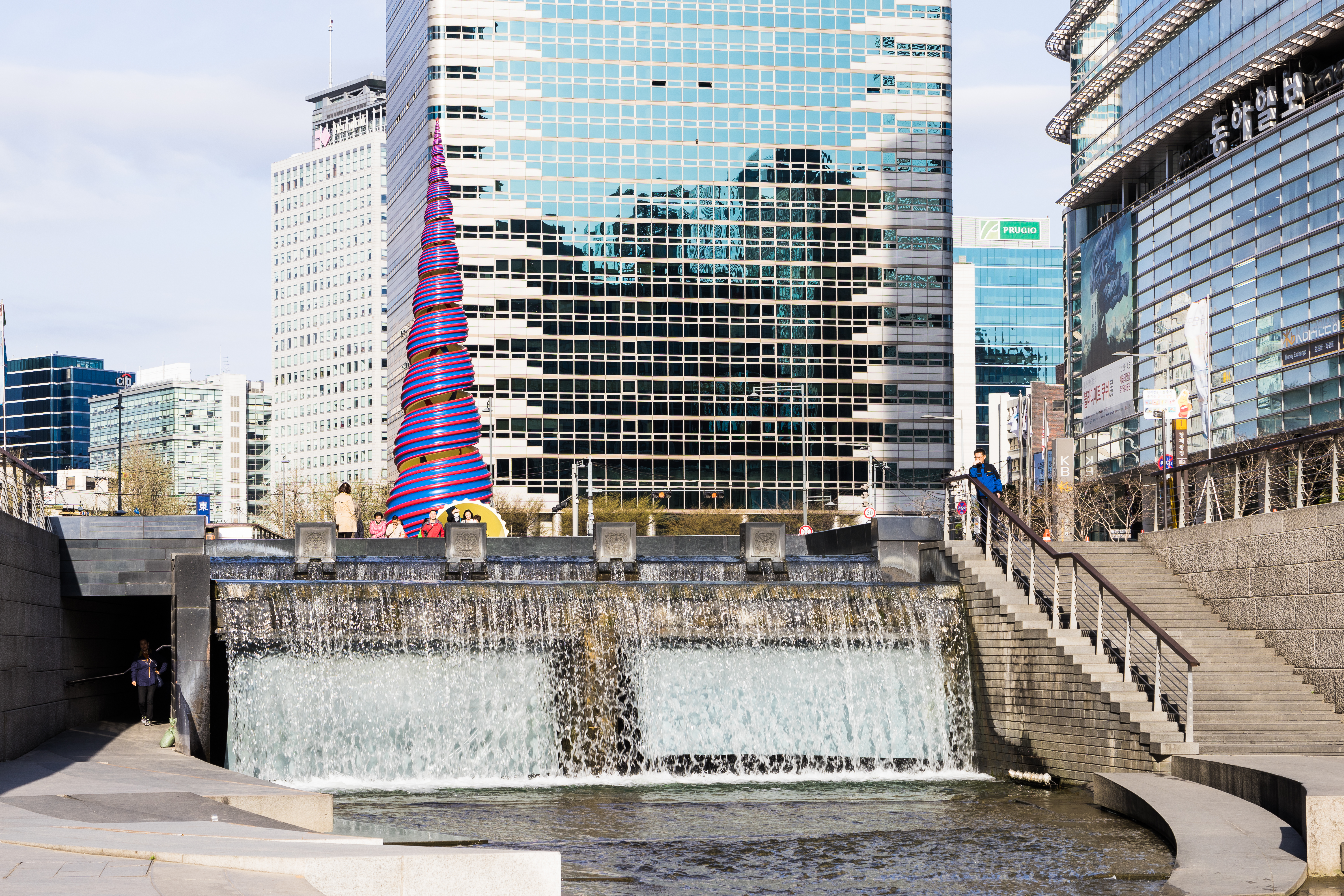
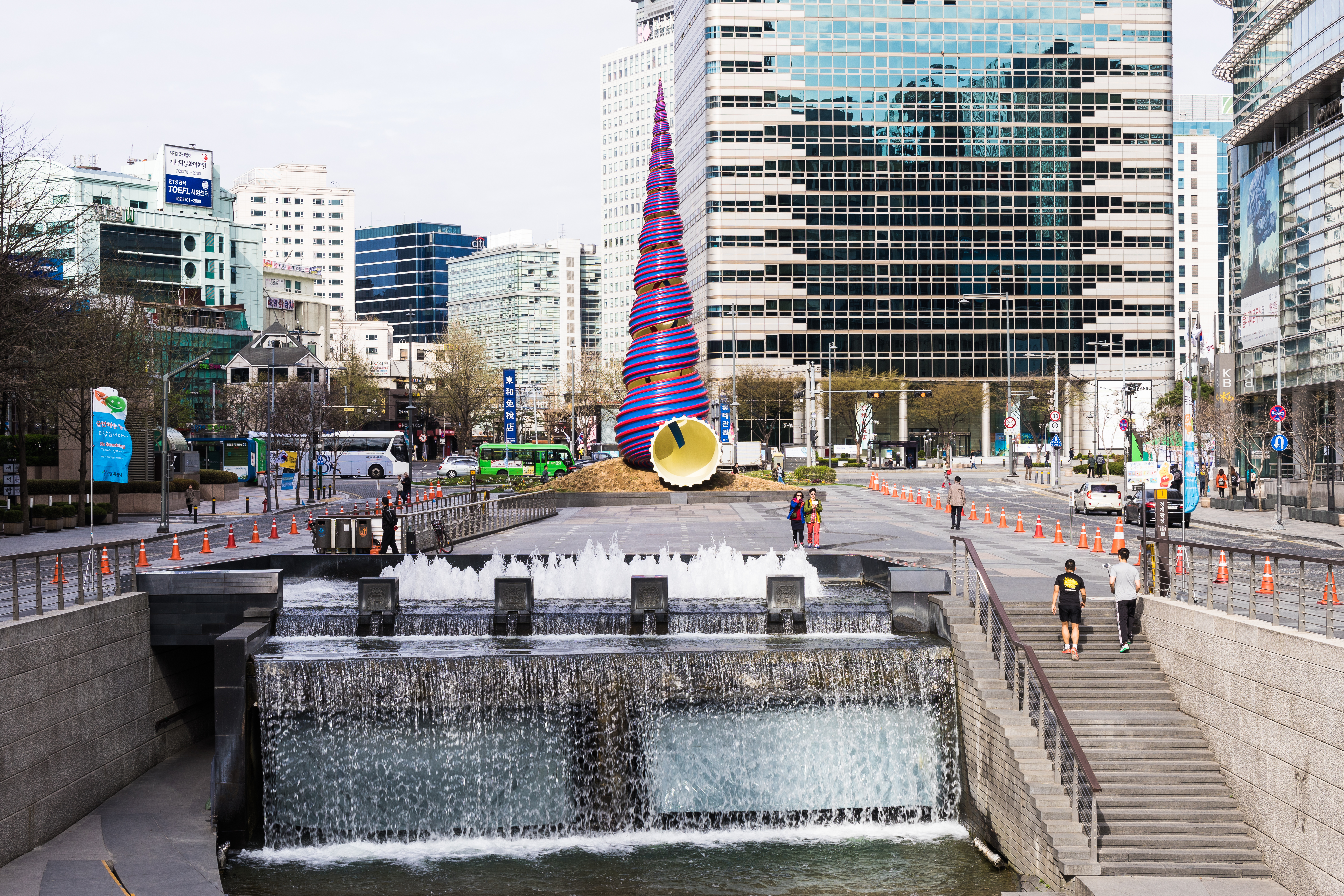

## 같이 보기
- 청계천